# 캐스커
캐스커(영어: Casker)는 대한민국의 음악 그룹이다. 록 밴드의 기타 연주자로 활동하던 이준오가 1999년 테크노 컴필레이션 음반 《techno@kr》에 참가하면서 활동을 시작했다. 2003년 첫 정규 음반을 발매했으며, 2집부터는 새로운 멤버 '융진'이 합류하여 2집 이후 이준오, 이융진(본명 이은진) 혼성 2인조로 활동 중이다.

## 음반 목록

### 정규 음반
1. 《철갑혹성》 (2003)
2. 《Skylab》 (2005)
3. 《between》 (2006)
4. 《Polyester Heart》 (2008)
5. 《Tender》 (2010)
6. 《철갑혹성》[new edition]
새로운 리믹스, 신곡을 추가하여 2009년 파스텔 뮤직에서 재발매했다.
7. 《여정(旅程)》 (2012)
8. 《ground part 1》 (2015)

### EP
1. 〈Your Songs〉 (2009년 11월 26일)

### 디지털 싱글
1. 〈Real Heart〉 (2008년 12월 4일)
2. 〈Scent〉 (2009년 8월 13일)
향 (영화 《코코 샤넬》 대한민국 개봉 당시의 주제가)
3. 〈'Tribute90' Part 3. '천생연분'〉 (2011년 9월 1일)
4. 〈Wish〉 (2011년 12월 19일)
5. 〈산〉 (2015년 6월 18일)

## 서적
- 《조금씩 가까이 너에게》》. 파스텔뮤직 에세이북. 북클라우드. 2012년 10월 10일. ISBN 978-89-93357-88-2.
- 《세상의 모든 고독 아이슬란드》》. 이준오 여행에세이. 홍익출판사. 2015년 6월 22일. ISBN 978-89-70654-70-6.